# L'art de volar
El arte de volar és una novel·la gràfica del guionista Antonio Altarriba i del dibuixant Kim editada per Edicions de Ponent que es va publicar per primera vegada el 2009 en la que narren la història de la vida del pare del primer, d'Antonio Altarriba Lope. Els temes generals de la novel·la són la Guerra Civil espanyola, la integració en grups d'acció social, sindical i política i la sexualitat.
El 2009 va guanyar el Premi Nacional de Còmic convocat pel Ministerio de Cultura d'Espanya i el Premi Nacional del Còmic de Catalunya. El 2010 va guanyar el premi a la Millor Obra espanyola al Saló del Còmic de Barcelona.

## Creació i trajectòria editorial
El 2001 Antonio Altarriba va patir la mort del seu pare. En aquells moments, indignat perquè la Residència d'avis en la que estava el seu pare li va exigir el pagament de 34 € en concepte de deute pels quatre dies que anaven des de l'1 al 4 de maig, data del seu suïcidi, va engegar un procés legal contra la Comunitat Autònoma de La Rioja.
El 2005, després d'haver refusat la idea d'escriure una novel·la sobre la qüestió, Altarriba va acceptar la proposta de Paco Camarasa, editor d'Edicions de Ponent de reflectir aquests sentiment de dol i indignació en el guió d'un còmic. Antonio Altarriba ho va elaborar en les 250 quartilles en les que el seu pare havia transcrit els seus records i el seu dia a dia per a pal·liar la depressió dels seus últims anys. L'autor va fer l'oferta al dibuixant Kim perquè dibuixés la novel·la quan aquest estava presentant un llibre a Barcelona. Els dos autors s'havien conegut en un festival de còmic de Vitoria.
Kim va començar a dibuixar El arte de volar el 2006 alternant-ho amb el seu treball a El Jueves. Per a documentar-se, Kim va recórrer a llibres de fotografia sobre l'època i es va comprar el seu primer ordinador per a consultar bases de dades d'internet.
Tres anys després, el 14 de maig de 2009, Edicions de Ponent va llençar la seva primera edició en format de luxe en una tirada limitada de l'1 al 1000 al preu de 34 €. El 30 de juny del mateix any se'n va fer una segona edició en format rústic amb solapes en B/N de 23.8x16.6 a un preu de 22 €.
El 2010, després d'haver obtingut diversos dels premis més importants d'Espanya, fou adquirida per l'editorial francesa Denöel, que la va editar a França el 2011 amb una tirada de 7.000 exemplars.

## Argument
El llibre comença amb el suïcidi d'Antonio Altarriba Lope el 4 de maig de 2001 quan es va llençar des de la quarta planta de la residència geriàtrica de Lardero (La Rioja) en la que vivia. Després continua amb la narració de la seva vida, que s'estructura en quatre capítols:

### 3a Planta 1910 - 1930El coche de madera
Antonio Altarriba Lope va néixer a Peñaflor de Gállego, barri rural de la ciutat de Saragossa però ni la vida en el poble ni les labors del camp li interessaven. Als 15 anys s'escapà a Saragossa però va haver de tornar a Peñaflor al cap de tres mesos perquè no s'hi podia guanyar la vida. Al poble viu el seu primer amor amb una veïna i el seu cosí li ensenya els rudiments escolars de manera informal. Antonio, en aquesta època, somnia amb la idea de tenir un cotxe. Quan el seu amic Basilio mor en un accident de cotxe conduint un cotxe que havia robat, Antonio se'n torna a anar a Saragossa.

### 2a Planta 1931-1949Las alpargatas deDurruti

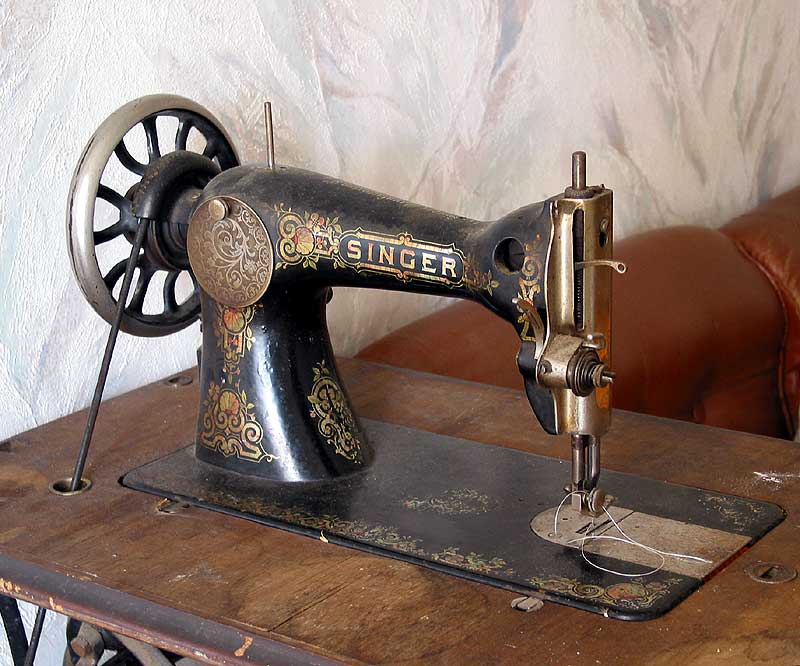
Màquina de cosir de la marca Singer.

A Saragossa, Antonio es va allotjar a la pensió de Carlota, però no hi trobava feina, tot i que el 14 d'abril, el mateix dia en què es va proclamar la República, havia aconseguit el permís de conduir. Després de fer el servei militar, Antonio va trobar una feina estable com a venedor de màquines de cosir.

Mapa d'Aragó, 1936.

Descontent amb el triomf de l'aixecament militar a Saragossa al principi de la Guerra Civil espanyola, Antonio decidí desertar i se'n va a Peñaflor per acomiadar-se. El 29 de novembre se'n va al front de guerra, però es passa al bàndol republicà, on s'integra en la Centuria Francia d'una milícia confederal de la CNT que estava composta per espanyols procedents de França. Antonio va participar en les batalles de Belchite, de Terol i de l'Ebre abans de fugir a refugiar-se a França. A aquí va ser reclòs en el camp de concentració de Sant Cebrià de Rosselló fins que va ser destinat, al cap de nou mesos, a treballs forçat com a llenyataire a Gujan e Mestràs, on va conèixer a l'intel·lectual Amadeo Martínez García, amb qui es va escapolir, primer a Bordeus i després a Marsella, ciutat en què van ser arrestats i conduïts al camp d'Agde.
Al cap de pocs dies van traslladar a Antonio a una granja propera de Garait, on és acollit de manera afectuosa pels seus propietaris, la família Boyer. A allà coneix per primera vegada la felicitat però la Gendarmeria Nacional Francesa rep l'ordre de detenir tots els espanyols i és portat a la presó de Llemotges perquè el deportin a Alemanya. Antonio aconsegueix escapar-se i torna a la granja dels Boyer, on s'uneix a la Resistència francesa. Es retroba amb el seu amic de les milícies Vicente, amb qui, quan s'acabà la Segona Guerra Mundial, tornen a Marsella, on es dedicaren al mercat negre del carbó.
Després de conèixer la mort de la seva mare, Antonio abandona aquest negoci i visita a Montpeller el seu amic combatent Mariano, que li diu que la CNT havia admès la seva derrota. Llavors, Antonio accepta una oferta laboral de la seva cosina i torna a Saragossa.

### 1a Planta 1949-1985Galletas amargas

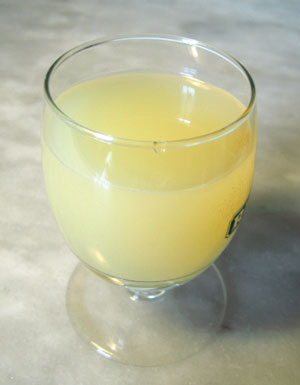
Copa de pastís

A Saragossa torna a viure a la pensió de Carlota i es casa amb la seva filla. Allà, Antonio treballa de xofer del seu sogre, Doroteo, un falangista que s'ha enriquit amb l'estraperlo. Quan té un fill, Antonio es compromet a garantir-ne el futur i conspira amb la seva cosina per arruïnar Doroteo, de qui rep part de la seva maquinària, en compensació. Gràcies a això pot muntar la seva pròpia empresa de galetes amb els seus socis, tot i que és traït per un d'ells i queden en bancarrota. Quan el seu fill se'n va de la seva llar, Antonio se separa de la seva dona.

### Sòl 1985-2001La madriguera del topo
A la residència geriàtrica de Lardero, Antonio fa noves amistats, però quan aquests moren, es comença a angoixar pensant que ha malgastat la seva vida. Després d'un intent fallit de suïcidi, és ingressat en un centre psiquiàtric, però ho torna a internar per segona vegada quan torna a la residència.

## Valoració
Segons el teòric del còmic Antonio Martín Martínez, autor del pròleg de la primera edició de El arte de volar, aquesta obra reflecteix la maduresa del còmic espanyol, ja que és la primera que «se dirige deliberada y definitivamente, de forma exclusiva, a un público maduro mentalmente, a unos lectores que no leen por simple entretenimiento, con una historia que tiene la dimensión y la textura d'una novela». Tot i això, tenint en compte la introspecció personal, es pot comparar amb obres de temàtica similar, tant nacionals (Un largo silencio de Miguel Gallardo) com estrangeres (Maus d'Art Spiegelman, chichi no koyomi (l'Almanac del meu pare) de Jiro Taniguchi o Jimmy Corrigan – Der klügste Junge der Welt (Jimmy Corrigan - El noi més llest del món) de Chris Ware), tot i que proporciona, de totes maneres,  "uno de los relatos históricos más lúcidos y enriquecedores que se ha visto en historieta" .

D'Antonio Altarriba, el guionista, es diu que 
| « | hace la crónica de toda una generación a través de los sentimientos de un hombre corriente, su propio padre, que intenta una y otra vez dirigir su vida para acabar siempre arrastrado por las mareas de la Historia, víctima de la mentira y la traición donde naufraga su lucha por la libertad individual hasta acabar perdiendo la integridad. | » |

Finalment, Kim es reivindica en aquesta obra com  "mucho más que el dibujante de la serie “Martínez el facha” de El Jueves" , demostrant la seva capacitat per a expressar, amb el seu estil híbrid de realisme i caricatura, 
| « | desde los sentimientos trágicos hasta los risibles, desde la muerte hasta el orgasmo. Y, más difícil aún, la grisácea mediocridad de la vida cotidiana en una España que bostezaba mientras los poderosos se repartían sus despojos. | » |

## Premis
El arte de volar ha rebut els premis més importants del món del còmic espanyol:
- Premi Cálamo 2009,[13]
- Premi Nacional de Còmic de Catalunya[14]
- Els guardons a la millor obra, millor guió i millor dibuix d'autor espanyol a la 28a edició del Saló del Còmic de Barcelona.[15]
- Premi al millor guió d'historieta realista en los XXXIII Premios del Diario de Avisos (2009).[16]
- Els Premis de la Crítica al millor guionista nacional i a la millor obra nacional, donats a conéixer a las Jornadas Internacionales del Cómic Villa de Avilés.[17]
- Premi Nacional del Còmic d'Espanya del 2010.[7]